# Phi Sagittarii
Phi Sagittarii is een ster in het sterrenbeeld Boogschutter. In het verleden is de ster gekwalificeerd als spectroscopische dubbelster, maar de effecten die dat doen vermoeden zijn waarschijnlijk ontstaan door een solitaire planeet.